# Ronald Heynowski

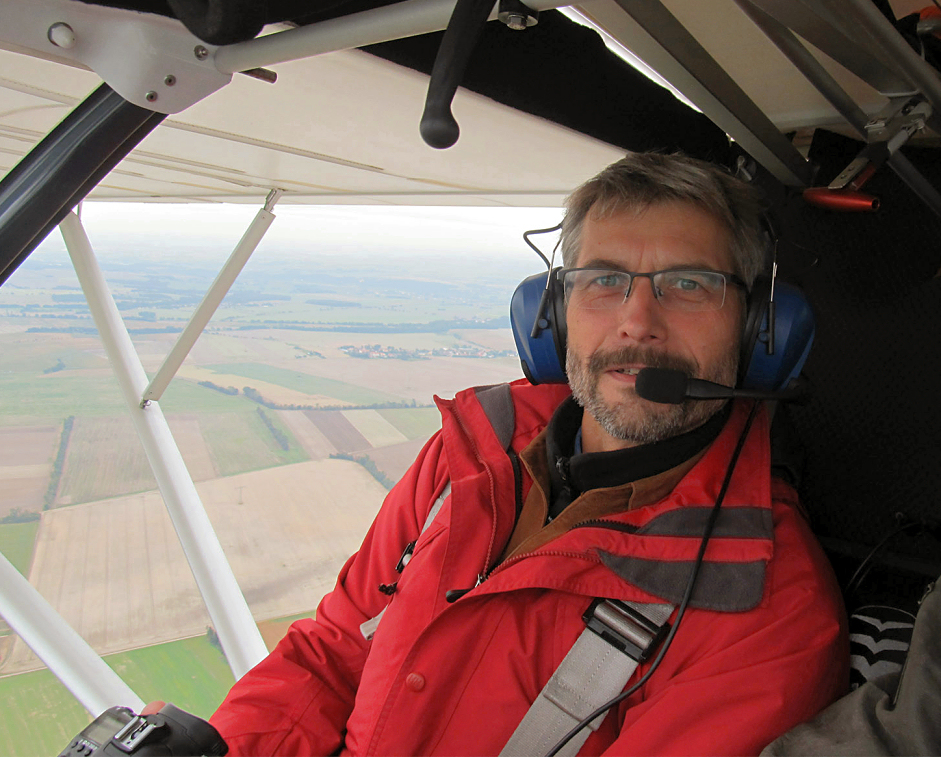
Ronald Heynowski im Flugzeug bei der Dokumentation archäologischer Fundplätze, 2015

Ronald Heynowski (* 1959 in Templin) ist ein deutscher Archäologe.

## Leben
Ronald Heynowski studierte Vor- und Frühgeschichte, Anthropologie und Ethnologie an den Universitäten Mainz sowie Kiel. 1989 wurde er in Mainz mit einer Arbeit zu eisenzeitlichem Trachtenschmuck in Mitteldeutschland promoviert. 1996 habilitierte er sich an der Universität Mainz mit einer Schrift zu einer spezifischen Halsringform der Bronze- und Eisenzeit. Er war als Privatdozent an den Universitäten Mainz und Freiberg tätig. Seine Forschungsschwerpunkte sind der Trachtenschmuck in prähistorischen Gesellschaften sowie Aspekte der späten Bronze- und der vorrömischen Eisenzeit in Mitteleuropa.
Seit 1997 ist er Mitarbeiter des Landesamtes für Archäologie Sachsen in Dresden, wo er in der Denkmalinventarisation und dem wissenschaftlichen Archiv tätig ist. Zu seinen Aufgaben gehört seit 2001 unter anderem die Luftbildarchäologie des Landesamtes, bei der archäologische Fundplätze fotografisch dokumentiert werden.
Heynowski gehört seit 2009 der „AG Archäologiethesaurus“  innerhalb der „Kommission Archäologie und Informationssysteme“ im Verband der Landesarchäologien an. Wissenschaftler aus verschiedenen deutschen Institutionen arbeiten darin an der Systematisierung von archäologischen Fundobjekten. Als analoge Veröffentlichung der Gruppe erscheint die Publikationsreihe Bestimmungsbuch Archäologie, von denen Heynowski mehrere Bände federführend bearbeitet hat.

## Auszeichnungen
- 1991: Eduard-Anthes-Preis

## Veröffentlichungen (Auswahl)
- Eisenzeitlicher Trachtenschmuck der Mittelgebirgszone zwischen Rhein und Thüringer Becken.  Institut für Vor- und Frühgeschichte der Johannes-Gutenberg-Universität Mainz, Mainz 1992, ISBN 3-928957-00-7 (Dissertation).
- Die Wendelringe der späten Bronze- und der frühen Eisenzeit. Habelt, Bonn 2000, ISBN 978-3-7749-2954-8 (Habilitationsschrift).
- Der Beginn der Eisenzeit in Nordeuropa: das Kulturmodell von Ingvald M. Undset und seine Rezeption. in: Germania 89. 2011, S. 1–28.
- Bestimmungsbuch Archäologie.
  - Band 1: Fibeln. Erkennen, Bestimmen, Beschreiben. Deutscher Kunstverlag, Berlin/München, 2012, ISBN 978-3-422-98098-3.
  - Band 3: Nadeln. Erkennen, Bestimmen, Beschreiben. Deutscher Kunstverlag, Berlin/München, 2014, ISBN 978-3-422-98738-8.
  - Band 4: mit Hartmut Kaiser, Ulrike Weller: Kosmetisches und medizinisches Gerät. Erkennen, Bestimmen, Beschreiben. Deutscher Kunstverlag, München, 2016, ISBN 978-3-422-07345-6.
  - Band 5: Gürtel. Erkennen, Bestimmen, Beschreiben. Deutscher Kunstverlag, Berlin/München, 2017, ISBN 978-3-422-98429-5.
  - Band 7: mit Angelika Abegg-Wigg: Halsringe: Erkennen, Bestimmen, Beschreiben. Deutscher Kunstverlag. Berlin/München, 2019, ISBN 978-3-422-98286-4.
  - Band 9: mit Angelika Abegg-Wigg: Arm- und Beinringe. Erkennen, Bestimmen, Beschreiben. Deutscher Kunstverlag, Berlin/München 2023, ISBN 978-3-422-80138-7.
- mit Stefanie Bilz, Dana Mikschofsky, Ullrich Ochs, Anja Prust, Michael Strobel, Gunnar Katerbaum, Andreas Klenner, Susanne Quandt, Markus Schüler, Sandra Uhlig, Barbara Wolters: Höhenflüge – Luftbilder und Archäologie in Sachsen. Dresden 2024, ISBN 978-3-943-77082-7.[5]